# EIA-485
EIA-485（过去叫做RS-485或者RS485）是隶属于OSI模型物理层的电气特性规定为2线、半双工、平衡傳輸線多点通信的标准。是由電信行業協會（TIA）及电子工业联盟（EIA）聯合發佈的標準。實現此標準的數位通訊網可以在有電子雜訊的環境下進行長距離有效率的通訊。在線性多點總線的組態下，可以在一個網路上有多個接收器。因此適用在工業環境中。
EIA一開始將RS（Recommended Standard）做為標準的字首，不過後來為了便於識別標準的來源，已將RS改為EIA/TIA。电子工业联盟（EIA）已結束運作，此標準目前是電信行業協會（TIA）維護，名稱為TIA-485，但工程師及應用指南仍繼續用RS-485來稱呼此一協定。

## 簡介
EIA-485的电气特性和RS-232不一样。EIA-485使用缆线两端的电压差值来表示传递信号，不同的电压差分別标识为逻辑1及逻辑0。两端的电压差最小为0.2V以上时有效，任何不大于12V或者不小于－7V的差值对接受端都被认为是正确的。
EIA-485仅仅规定了接受端和发送端的电气特性。它没有规定或推荐任何数据协议。EIA-485可以应用于配置便宜的區域网和采用单机发送，多机接受通信链接，使用和EIA-422類似的差動双绞线。它提供高速的数据通信速率（10m时35Mbit/s；1200m时100kbit/s）。有一個有關EIA-485的經驗法則，是比特率乘以線長（單位為公尺）的乘積無法超過108，因此 50 m的線上速度不會超過2 Mbit/s，在特定條件下，其数据通信速率可以到64 Mbit/s.。
EIA-485和EIA-422一样使用双绞线进行高电压差分平衡传输，它可以进行大面积长距离传输（超过4000英尺，1200公尺）。和EIA-422相对照的是，EIA-422采用不可转换的单发送端，EIA-485的发送端需要设置为发送模式，这使得EIA-485可以使用双线模式实现真正的多点双向通信。
EIA-485推荐使用在点对点网络中，线型、总线型，不能是星型、环型网络。假如必須要使用星型网络，可以配合特殊的RS-485 star/hub中繼器，可以在多個網路中雙向的監聽資料，並且將資料再傳送到其他的網路上。

典型的終端電阻以及偏置電阻線路。EIA-485標準沒有標示終端電阻以及偏置電阻的阻值

理想情况下EIA-485需要2个終端電阻，其阻值要求等于传输电缆的特性阻抗（一般而言，雙絞線會是120 ohms）。没有特性阻抗的话，当所有的设备都静止或者没有能量的时候就会产生噪声，而且线移需要双端的电压差。没有终接电阻的话，会使得较快速的发送端产生多个数据信号的边缘，这其中的一些是不正确的。之所以不能使用星型或者环型的拓扑结构是由于这些结构有不必要的反映，过低或者过高的終端电阻可以产生电磁干扰（EMI）。有時在一組網路線上。會加上上拉及接地電阻（偏置電阻），若通訊線上沒有任何設備時，上面的資料可以有失效安全的機制。這樣可以讓網路線上有固定的偏置電壓，節點較不容易在沒有任何節點發送資料時，將線上的雜訊解讀成實際的資料。若沒有偏置電阻，通訊線處於浮接的狀態，在所有節點都未發送資料或未供電時，最容易受到雜訊的影響。

## 標準的範圍及定義
EIA-485只規範了信號產生器及接收器的電氣特性，只建議了物理层，沒有指定或是建議任何的通訊協定。EIA-485網路上的通訊協定是由其他的標準來定義的。標準的前言建議參考「电信系统公告TSB-89」（The Telecommunications Systems Bulletin TSB-89），其中有包括資料傳輸速度、線路長度、短線長度及組態在內的應用指南。
EIA-485標準的的第四章定義了產生器（傳送器或驅動器）、接收器、收发器和系统的電氣特性。這些特性包括：單位負載（unit load）的定義、電壓範圍、開路電壓、阈值和瞬态容差。其中也定義了三個產生器的信號線："A"、"B"及"C"。"A"和"B"是用來傳輸資料，"C"是參考電壓。這一章也用A和B信號線的極性來定義邏輯狀態1（off）和0（on），若A電壓比B要低（A-, B+），其狀態為1，若反過來（A+, B-），其狀態為0，不過標準中沒有定義這兩個狀態的邏輯功能。

## Master-slave架構
若在Master-slave網路架構中，會有一台設備做為master，啟動所有網路活動，多半會由這一台來提供EIA-485的偏置電路，其他slave設備就不需偏置電路。在此組態下，master設備一般會在EIA-485網路中的中間點，而由網路最末端的兩台slave提供終端電阻。master也可以在網路的最末端，本身提供終端電阻，但這是不好的網路拓撲，因為master若在網路的中間，在運作上是最理想的，可以讓信號強度最大，也可以提昇線長及通訊速度。若在多個設備加上偏置電路可能會違反EIA-485的規範，使得通訊誤動作。

## 全雙工的應用
EIA-485類似EIA-422，可以透過用四條線達到全雙工。不過因為EIA-485是多點的規範，在許多應中並不需要用到全雙工。EIA-485和EIA-422在有一定限制的情形下可以互操作。
EIA-485和其他通訊格式之間有轉換器可以轉換，讓個人電腦可以和遠端的設備通訊。利用「中繼器」及「多中繼器」可以架構很大的EIA-485網路。TIA/EIA-485-A的應用指南TSB-89A中有一張圖上面寫「星型組態，不建議使用」。利用EIA-485的「多中繼器」可以用進行類似多點連結的星型組態，類似Ethernet的Hub/Star組態（距離更長）。（利用多中繼器的）Hub/Star系統可以建構非常好維護的系統，不會違反任何EIA-485規範中的內容。中繼器可以用來延伸網路的長度，或是增加上面的設備數量。

## 用途
許多電腦及自動化系統中都會用到EIA-485通訊。電腦的SCSI-2和SCSI-3通常使用这种标准的设备来作为物理层，以進行電腦和硬碟機之間的資料傳輸。EIA-485经常和常用设备UART一起使用来实现在飞机上的低速率数据传输，举个例子，一些乘客控制单元采用这种设备，从而只需要很少的线缆就可以实现几个椅子共享线缆，从而减轻整个设备的重量。 
許多工業控制系統中使用的自動化通訊協定以EIA-485為其物理層，其中也包括了常見的Modbus及Profibus。配合許多使用相同通訊協定的設備，EIA-485可以讓個人電腦和工業控制系統可以在局域网上進行通訊。EIA-485也用在可编程逻辑控制器以及工厂的数据通信。EIA-485的差動特性可以抵抗馬達设备和焊接设备的电磁干扰。
EIA-485使用在大型音频系统中，可以在音乐厅和剧院见到这种设备，可以使用普通的计算机来运行一些特殊的软件实现远距离音频设备的控制。EIA-485通过XLR标准的线缆连接的设备大量的用于麦克风上，从而实现舞台和控制台之间的连接而不需要预设线路。在劇場及演出場所也會用EIA-485網路上的DMX512通訊協定來控制燈光及其他系統。
在智慧建築中會使用EIA-485作簡單的網路應用，其支援長線的特性可以連接遠距的設備。EIA-485可以控制视频监控系统，連接安全控制系統及設備（例如大門的門禁刷卡機）。
EIA-485也用在鐵道模型，車站和鐵道內部的通訊是用Digital Command Control通訊協定。車站和外部的界面一般會是EIA-485，可能是由手持的控制器傳送，或是由網路/個人電腦控制。使用的連接器會是8P8C / RJ45。

## 通訊協定
EIA-485只是電氣訊號介面，本身是通訊協定，有許多通訊協定使用EIA-485準位的電氣訊號，但EIA-485規格書本身沒有提到通訊速度、格式以及資料傳輸的通訊協定。若二台不同廠商的設備都使用EIA-485，即使是類似性質的設備，若只有電氣訊號介面相同，不保證互操作性。
EIA-485上最常使用的協定都是屬於非同步串列通訊，不過也有其他的通訊，例如簡易感測器介面協定（SSI）。

## 信號
EIA-485差動信號包括以下二個信號：
- A，也稱為非反向（non-inverting）信號（不過也存在其他定義，見如下說明）
- B，也稱為反向（inverting）信號

也可能會有第三個信號（TIA標準（ANSI/TIA/EIA-485-A, page 15, A.4.1）為了平衡線路可以正常動作，要求在所有的平衡線路上有一個共同common return path）：
- SC，也稱為G或是參考（reference）信號（見如下說明）'

RS-485標準中提到：
- 若是MARK（邏輯1），端子A的信號會比端子B的信號要低。
- 若是SPACE（邏輯0），端子A的信號會比端子B的信號要高。

不同的IC使用的信號標示方式不同，不過EIA的標準中只使用A和B的名稱。資料為1時，信號B會比信號A要高。不過因為標準其中也提到信號A是「非反向信號」，信號B是「反向信號」，因此信號A、B的定義就更容易混淆了。許多元件製造商（錯誤的）依循了這個A/B的命名原則，包括以下廠商：
- 德州儀器，其EIA-422/485通訊的應用指南上標示A=non-inverting, B=inverting。
- Intersil，其ISL4489收發器的數據表上是這樣標示的[11]
- Maxim，其收發器的數據表上是這樣標示的[12]
- Linear Technology（英语：Linear Technology）其LTC2850、LTC2851、LTC2852的數據表上是這樣標示的[13]。
- Analog Devices其ADM3483, ADM3485, ADM3488, ADM3490, ADM3491的數據表上是這樣標示的[14]。
- FTDI其USB-RS485-WE-1800-BT的數據表上是這樣標示的[15]。

上述製造商元件的標示方式都不符合「若是MARK（邏輯1），端子A的信號會比端子B的信號要低」的說明，但這些元件彼此定義是相容一致的，而且實際上許多設備使用這些元件，因此在使用A/B的命名方式時，需非常小心。
有一種常用的de facto命名方式是：
- TX+/RX+ 或 D+ 來代替 B（信號1時為高電位）
- TX-/RX- 或 D- 來代替 A（信號1時為低電位）

在Modbus、BACnet及Profibus通訊協定中，A/B的標示會以A為negative green線，B是positive red線，像D-sub接頭以及M12圓型接頭的定義一樣，在Profibus指南中也有類似的說明。
EIA-485沒有定義連接器或是引出線。電路可以用鎖線端子、D-sub接器或是其他的連接器來進行配線。
EIA-485標準本身沒有提到纜線的屏蔽，不過有建議一些將線路參考地點和設備外殼的地點互連的作法。

## 共模
除了A和B兩個端子外，EIA標準還有提到第三個端子，稱為SC，是信號的參考點。此一端子可以限制接收器輸入端收到的共模信號，收發器會用這個信號做為基準值，來量測端子A和端子B旳電壓。
允許的共模電壓是在-7V至+12V的範圍內，也就是0-5V的信號準位，再往外延伸+/-7V。若共模電壓未在此範圍內，好的話只會造成信號的不完整，壞的話會造成設備的損壞。不過SC的接線也需要額外的考量，尤其是長線應用的情形，長的SC線路無法達到讓不同設備SC端子連在一起的原始目的，因此最好在SC線路上加上一些限流的裝置。建築物中的接地線，電壓變化其實不大，但因為其阻抗很小，因此可能會產生災難性的大電流，甚至大到會讓接地線、電路板銅箔熔化，並且破壞收發器設備。

## 波形範例
下圖列出在RS-485利用「非同步開始-停止」方式傳送一個字元（0xD3，最低位元先傳送）時，+端子及 −端子上的電壓